# さだめ川
「さだめ川」（さだめがわ）は、1975年7月25日に発売されたちあきなおみのシングルである。

## 解説
それまで「四つのお願い」をはじめとするお色気アイドル路線や「喝采」をはじめとするドラマチック歌手として活動していたちあきが初めて演歌路線の楽曲を歌った。これには前作「恋慕夜曲」からちあきのプロデューサーに就任した中村一好（後に都はるみの公私にわたるパートナーになる）の影響があるといわれている。
作詞は石本美由起、作曲は船村徹。後にちあきの楽曲を数多く手がけ、ちあきの特集番組でも多くのコメントを残している船村が初めてちあきの楽曲の作曲を担当した。
ちあきは同年の『第26回NHK紅白歌合戦』で本楽曲を歌唱した。紅白のステージでは、作曲者の船村がギター演奏をした。
当時日本コロムビアに在籍していた飯塚恆雄によると、ディレクターと2人でちあきの楽屋を訪れた際に、「さだめ川をレコード化すれば10万枚を下回ることはない」、さらに「もし売れなかったら銀座を逆立ちして歩いてもいいよ」と言ってしまったという。結果的には、本曲の売上はなんとか10万枚を超えた。

## 収録曲
（全作詞：石本美由起、作曲・編曲：船村徹）
1. さだめ川 [3:46]
2. 海郷 [3:48]

## カバー
- 細川たかし - 1986年、シングル。同年の『第37回NHK紅白歌合戦』でも歌唱された。
- 三條正人 - 1986年、アルバム『三條正人全曲集』収録
- 石川さゆり - 1992年、アルバム『特選集 石川さゆり/春夏秋秋』収録
- 藤あや子 - 1993年、ライブアルバム『ファーストリサイタル〜より艶やかに』収録
- 宮史郎 - 1998年、アルバム『酔町情話&ギタームード演歌』収録
- 山内惠介 - 2001年、アルバム『女唄・名曲選』収録
- 天童よしみ - 2009年、アルバム『天童節 昭和演歌名曲選 第十六集』収録
- 岩本公水 - 2012年、アルバム『岩本公水 ベストセレクション2012』収録